# Lorenzo Dalla Porta
Lorenzo Dalla Porta (* 22. Juni 1997 in Prato) ist ein italienischer Motorradrennfahrer, der zuletzt für das Pertamina Mandalika SAG Team in der Moto2-Klasse der Motorrad-Weltmeisterschaft an den Start ging. Sein größter Erfolg war der Titelgewinn in der Moto3-Klasse im Jahre 2019.

## Karriere

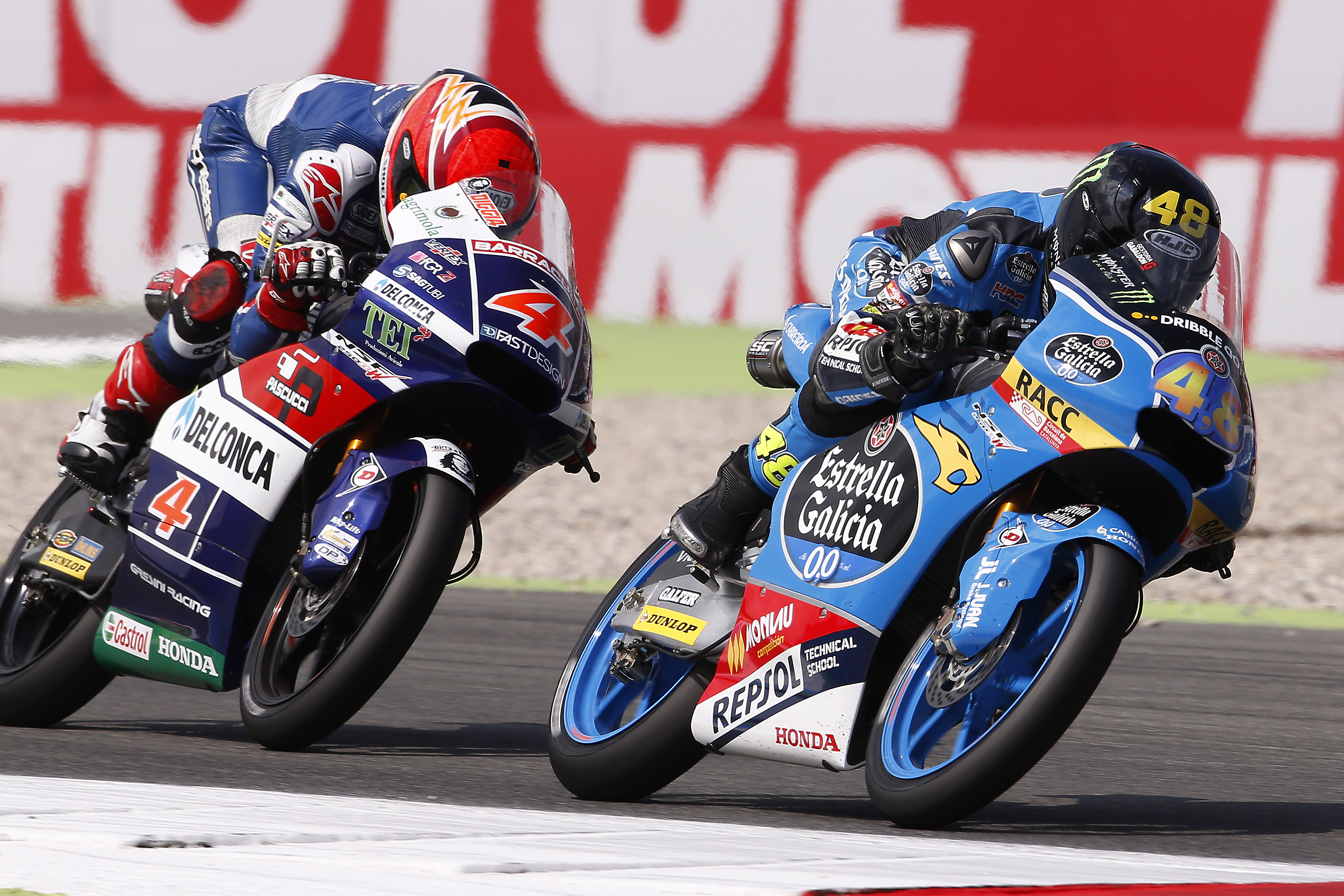
Dalla Porta verfolgt von Fabio Di Giannantonio 2016

Lorenzo Dalla Porta gewann im Jahr 2012 die Italienische 125-cm³-Meisterschaft auf einer Zweitakt-Aprilia RS 125 R des Teams  O.R. by 2B Corse-Zack M. Auch in den beiden folgenden Jahren trat er noch im Campionato Italiano Velocità an. In der neu geschaffenen Moto3-Kategorie, die die 125er-Zweitakt-Klasse abgelöst hatte, wurde er Gesamt-Elfter bzw. -Dritter.
In den Saisons 2015 und 2016 bestritt Dalla Porta die Spanische Moto3-Meisterschaft auf Husqvarna im Team Laglisse Academy. Nach Rang neun im ersten Jahr konnte er sich 2016 mit neun Punkten Vorsprung auf Marcos Ramírez den Titel sichern.
Sein Debüt in der Motorrad-Weltmeisterschaft feierte Dalla Porta beim Großen Preis von Indianapolis 2015 im Team Husqvarna Factory Laglisse, wo er ab diesem Rennen für den Rest der Saison den Platz des auf KTM zum RBA Racing Team gewechselten Isaac Viñales einnahm. Dalla Porta fuhr in dieser Saison 13 Punkte ein  – bestes Resultat Rang acht in Großbritannien –, was ihm WM-Rang 25 einbrachte.
2016 bestritt Dalla Porta insgesamt neun Rennen für drei verschiedene Teams in der WM und fuhr zwölf Punkte ein.
Die Saison 2017 war Lorenzo Dalla Portas erste als Stammfahrer in der Moto3-Weltmeisterschaft. Er trat mit überschaubarem Erfolg auf einer Mahindra MGP3O des Aspar-Teams von Jorge Martínez an der Seite von Albert Arenas an. 2018 pilotierte Dalla Porta eine Honda NSF250R im Team Leopard Racing. Sein Teamkollege war Landsmann Enea Bastianini. Beim Saisonauftakt in Katar errang er mit Rang drei hinter Jorge Martín und Arón Canet seinen ersten Podestplatz in der WM. In der zweiten Saisonhälfte gelang ihm beim Großen Preis von San Marino in Misano sein erster Sieg. Drei zweite Plätze bei den letzten fünf Saisonrennen sorgten für eine Punktausbeute von 151 Zählern, mit denen er die Gesamtwertung als Fünfter abschloss.
Auch 2019 trat Dalla Porta für Leopard Racing an. Sein Teamkollege war in diesem Jahr der Spanier Marcos Ramírez. Mit vier Siegen und 279 Punkten wurde Dalla Porta Moto3-Weltmeister und damit der erste italienische Weltmeister in der kleinsten Klasse seit Andrea Dovizioso 2004.
2020 stieg Dalla Porta in die Moto2-Klasse auf und trat an der Seite seines ehemaligen Moto3-Teamkollegen Bastianini für das Italtrans Racing Team auf einer Kalex an. Zudem wechselte er erstmals die Startnummer, von der 48 zur 19. Die Saison verlief für den Italiener allerdings schwierig, er wurde lediglich 27. mit fünf Punkten und stand klar im Schatten Bastianinis, der mit 205 Punkten Weltmeister wurde. Dalla Porta hatte die Erwartungen klar verpasst.
Dennoch wird er auch 2021 im Team verbleiben. Sein neuer Teamkollege ist der US-Amerikaner Joe Roberts.

## Statistik

### Erfolge
- 2012 – Italienischer 125-cm³-Meister auf Aprilia
- 2016 – Spanischer Moto3-Meister auf Husqvarna
- 2019 – Moto3-Weltmeister auf Honda
- 5 Grand-Prix-Siege

### In der Motorrad-Weltmeisterschaft
(Stand: Saisonende 2023)
| Saison | Klasse | Team                         | Motorrad  | Rennen | Siege | Zweiter | Dritter | Poles | Schn. Runden | Punkte | Ergebnis    |
| ------ | ------ | ---------------------------- | --------- | ------ | ----- | ------- | ------- | ----- | ------------ | ------ | ----------- |
| 2015   | Moto3  | Husqvarna Factory Laglisse   | Husqvarna | 9      | –     | –       | –       | –     | –            | 13     | 25.         |
| 2016   | Moto3  | Schedl GP Racing             | KTM       | 9      | –     | –       | –       | –     | –            | 12     | 30.         |
| 2016   | Moto3  | Estrella Galicia 0,0         | Honda     | 9      | –     | –       | –       | –     | –            | 12     | 30.         |
| 2016   | Moto3  | Sky Racing Team VR46         | KTM       | 9      | –     | –       | –       | –     | –            | 12     | 30.         |
| 2017   | Moto3  | MAHINDRA MOTARD Aspar        | Mahindra  | 18     | –     | –       | –       | –     | –            | 9      | 28.         |
| 2018   | Moto3  | Leopard Racing               | Honda     | 18     | 1     | 3       | 1       | –     | 2            | 151    | 5.          |
| 2019   | Moto3  | Leopard Racing               | Honda     | 19     | 4     | 6       | 1       | 1     | 1            | 279    | Weltmeister |
| 2020   | Moto2  | Italtrans Racing Team        | Kalex     | 15     | –     | –       | –       | –     | –            | 5      | 27.         |
| 2021   | Moto2  | Italtrans Racing Team        | Kalex     | 13     | –     | –       | –       | –     | –            | 10     | 27.         |
| 2022   | Moto2  | Italtrans Racing Team        | Kalex     | 20     | –     | –       | –       | –     | –            | 21     | 22.         |
| 2023   | Moto2  | Pertamina Mandalika SAG Team | Kalex     | 5      | –     | –       | 1       | –     | –            | 0      | 35.         |
| 2023   | Moto2  | Forward Racing               | Forward   | 2      | –     | –       | 1       | –     | –            | 0      | 35.         |
| Gesamt | Gesamt | Gesamt                       | Gesamt    | 128    | 5     | 9       | 2       | 1     | 3            | 500    | 1 WM-Titel  |

Grand-Prix-Siege
| Saison | Klasse | Rennen                                |
| ------ | ------ | ------------------------------------- |
| 2018   | Moto3  | San Marino                            |
| 2019   | Moto3  | Deutschland Japan Australien Malaysia |

### In der Supersport-Weltmeisterschaft
(Stand: Saisonende 2023)
| Saison | Team                            | Motorrad      | Rennen | Siege | Zweiter | Dritter | Poles | Schn. Runden | Punkte | Ergebnis |
| ------ | ------------------------------- | ------------- | ------ | ----- | ------- | ------- | ----- | ------------ | ------ | -------- |
| 2023   | Evan Bros. WorldSSP Yamaha Team | Yamaha YZF-R6 | 10     | –     | –       | –       | –     | –            | 44     | 17.      |
| Gesamt | Gesamt                          | Gesamt        | 10     | 0     | 0       | 0       | 0     | 0            | 44     |          |